# Atlapetes seebohmi
El matorralero coronibayo o atlapetes de Seebohm (Atlapetes seebohmi) es una especie de ave paseriforme de la familia Passerellidae endémica de Ecuador y Perú.
Su hábitat natural son bosques húmedos tropicales